# Academia de Guerra Naval (Japón)

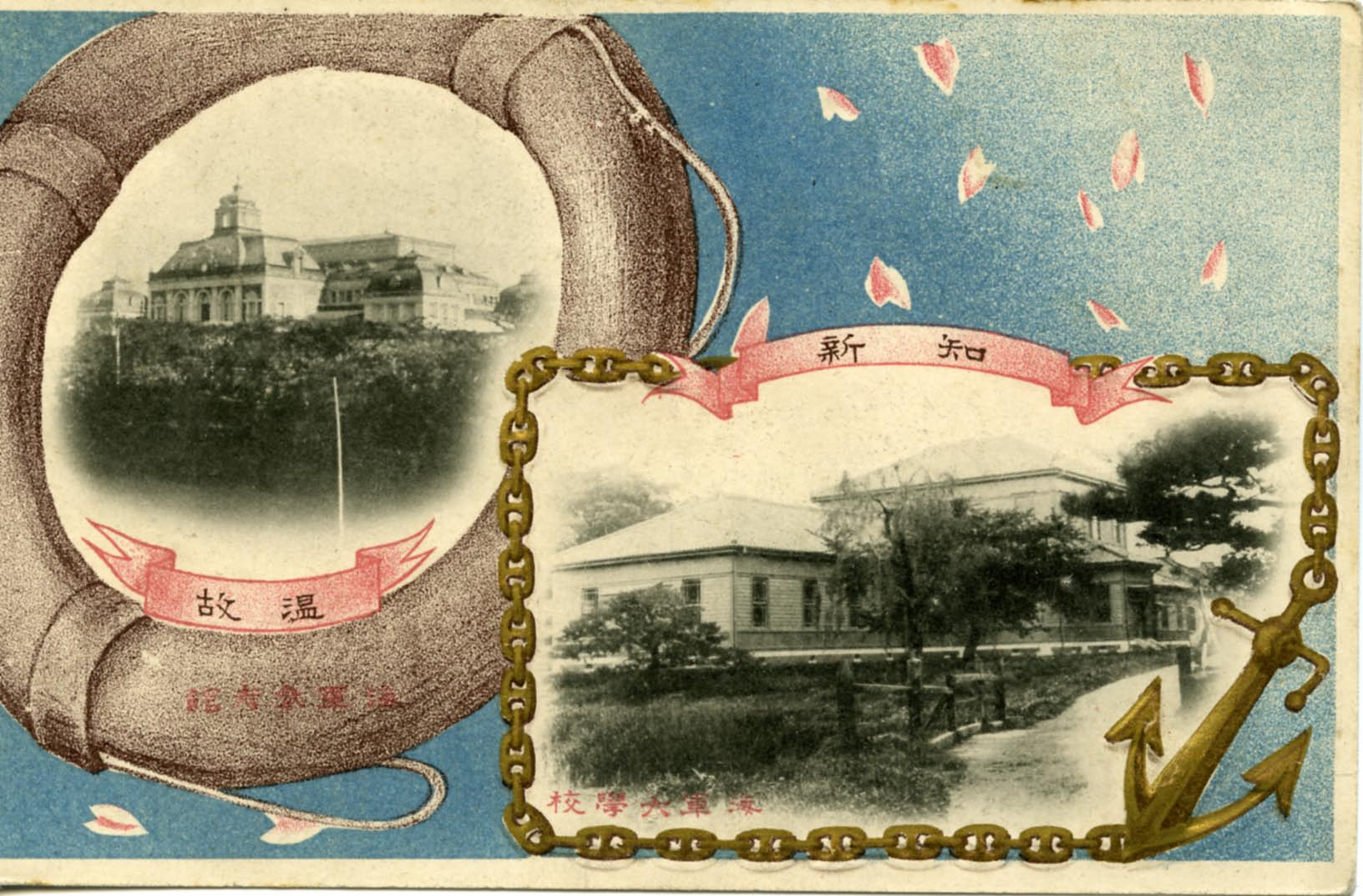
Postal conmemorativa que muestra el Museo Naval (izquierda) y la Academia de Guerra Naval (derecha), hacia 1900.

La Academia de Guerra Naval (海軍大学校 Kaigun Daigakkō, abreviado: 海大 Kaidai) era el personal universitario de la Armada Imperial Japonesa, responsable de la capacitación de oficiales para puestos de mando en buques de guerra o en cargos de personal.
En la década de 1880, la Armada Imperial Japonesa se dio cuenta de la necesidad de un estudio de posgrado realizado por oficiales graduados de la Academia Naval Imperial Japonesa. El ministro naval Saigō Tsugumichi autorizó la formación del Instituto de Guerra Naval el 14 de julio de 1888 en Tsukiji, Tokio, y el Instituto aceptó su primera clase a partir del 28 de agosto de 1888. El mismo año, la Academia Naval Imperial Japonesa se trasladó de Tsukiji a Etajima en la Prefectura de Hiroshima.
La Armada se dirigió al Reino Unido en busca de asistencia para modernizar y occidentalizar, y la Royal Navy proporcionó asesores militares para ayudar en el desarrollo del plan de estudios. El primer director de la Escuela de Guerra Naval fue Inoue Kaoru y uno de los primeros asesores extranjeros fue el capitán John Ingles, que dio clases en la universidad desde 1887 hasta 1893. Ingles no solo presentó elementos de las tácticas occidentales, sino que también destacó la importancia de los oficiales de mando en matemáticas, física y las tecnologías necesarias para operar buques de guerra a vapor.
Las instalaciones originales de la Academia de Guerra Naval fueron destruidas por el Gran terremoto de Kantō de 1923. El 27 de agosto de 1932, la Academia de Guerra Naval se trasladó a nuevas instalaciones ubicadas en Kamiōsaki, Shinagawa, Tokio.
En comparación con la Academia de Guerra del Ejército, a los oficiales de la Marina les llevó más tiempo solicitar la admisión a la Academia de Guerra Naval. Un teniente o teniente primero podría solicitar solo después de diez años de servicio activo después de graduarse de la Academia Naval Imperial Japonesa. Dentro de ese período de diez años, la mayoría de los solicitantes también se graduaban en una o más escuelas especializadas de capacitación técnica, como la artillería naval o la escuela de torpedos, con cursos que duraban seis meses cada uno. La Academia de Guerra Naval en sí era un curso de un año.
La Academia de Guerra Naval fue eliminada en mayo de 1945, incluso antes del final de la Segunda Guerra Mundial. Sus edificios fueron entregados al Instituto Nacional de Enfermedades Infecciosas del Ministerio de Salud y fueron demolidos en 1999. La Academia de Guardacostas de Japón, ubicada en Kure, heredó su biblioteca de unos 8.000 volúmenes.